# جوشوا سلوكم
جوشوا سلوكم (بالإنجليزية: Joshua Slocum)‏ (20 فبراير 1844 - 14 نوفمبر 1909) كان أول رجل يبحر بمفرده حول العالم. في نوفمبر 1909، توجه سلوكم لجزر الهند الغربية، ولم يسمع من سلوكم مرة أخرى. في يوليو 1910، أبلغت الصحف زوجته انه فقد في عرض البحر.

## روابط خارجية
- جوشوا سلوكم على موقع الموسوعة البريطانية (الإنجليزية)
- جوشوا سلوكم على موقع ميوزك برينز (الإنجليزية)